# 부산광역시의 기념물
부산광역시의 기념물은 기념물 중에서 부산광역시 내에 있는 문화재를 의미한다.

## 지정 목록
| 번호 | 사진 | 명칭                                                        | 소재지                                                       | 관리자 (단체)                        | 지정일                                                                                | 참조 |
| 1호  |      | 괴정동 패총 (槐亭洞貝塚)                                    | 부산 사하구 괴정동                                           | .                                    | 1972년 6월 26일 지정, 1978년 11월 3일 해제, 도시화로 유적 훼손                        |      |
| 2호  |      | 연산동 고분군 (蓮山洞 古墳群)                               | 부산 연제구 연산동 산90-4                                    | 연제구                               | 1972년 6월 26일 지정, 2017년 6월 30일 해지, 사적 제539호로 승격                       |      |
| 3호  |      | 만덕사지 (萬德寺址)                                         | 부산 북구 만덕1동 30번지 일원                                | 부산광역시 북구                      | 1972년 6월 26일 지정                                                                  |      |
| 4호  |      | 배산성지 (盃山城址)                                         | 부산 연제구 연산동 산38-1 일원                               | 연제구                               | 1972년 6월 26일 지정                                                                  |      |
| 5호  |      | 동래읍성지 (東萊邑城址)                                     | 부산 동래구 복천동 안락, 명륜, 칠산, 명장동일대              | 동래구                               | 1972년 6월 26일 지정                                                                  |      |
| 6호  |      | 구포왜성 (龜浦倭城)                                         | 부산 북구 덕천1동 산93번지                                   | 부산광역시 북구                      | 1972년 6월 26일 지정                                                                  |      |
| 7호  |      | 부산진성 (釜山鎭城)                                         | 부산 동구 자성로 99 (범일동)                                 | 동구                                 | 1972년 6월 26일 지정                                                                  |      |
| 8호  |      | 경상좌수영성지 (慶尙左水營城址)                             | 부산 수영구 망미동 광안동일대                                | 수영구                               | 1972년 6월 26일 지정, 2014년 9월 3일 명칭변경                                         | ,    |
| 9호  |      | 윤공단 (尹公壇)                                             | 부산 사하구 윤공단로 112 (다대동)                            | 사하구                               | 1972년 6월 26일 지정                                                                  |      |
| 10호 |      | 정공단 (鄭公壇)                                             | 부산 동구 정공단로 23 (좌천동, 정공단)                       | 정공단보존회                         | 1972년 6월 26일 지정                                                                  |      |
| 11호 |      | 송공단 (宋公壇)                                             | 부산 동래구 동래시장길 27 (복천동, 송공단)                   | .                                    | 1972년 6월 26일 지정                                                                  |      |
| 12호 |      | 25의용단 (25義勇壇)                                         | 부산 수영구 수영동 362번지                                   | 수영고적민속보존회                   | 1972년 6월 26일 지정                                                                  |      |
| 13호 |      | 임진동래의총 (壬辰東萊義塚)                                 | 부산광역시 동래구 우장춘로 157-67 (온천동, 동래임진의총)     | 동래구                               | 1972년 6월 26일 지정                                                                  |      |
| 14호 |      | 온정개건비 (溫井改建碑)                                     | 부산 동래구 금강로124번길 23-17 (온천동)                     | 동래구                               | 1972년 6월 26일 지정                                                                  |      |
| 15호 |      | 금정산성 부설비 (金井山城 復說碑)                           | 부산 금정구 장전2동 482번지                                  | 금정구                               | 1972년 6월 26일 지정, 2014년 9월 3일 명칭변경                                         | ,    |
| 16호 |      | 내주축성비 (萊州築城碑)                                     | 부산 동래구 복천동 3-2                                       | 동래구                               | 1972년 6월 26일 지정                                                                  |      |
| 17호 |      | 약조제찰비 (約條製札碑)                                     | 부산광역시 남구 유엔평화로 63 (대연동, 부산광역시시립박물관) | 부산광역시립박물관                   | 1972년 6월 26일 지정                                                                  |      |
| 18호 |      | 척화비 (斥和碑)                                             | 부산광역시 남구 유엔평화로 63 (대연동, 부산광역시시립박물관) | 부산광역시립박물관                   | 1972년 6월 26일 지정                                                                  |      |
| 19호 |      | 부산진성 서문 성곽우주석 (釜山鎭城 西門 城廓隅柱石)         | 부산 동구 자성로 99 (범일동)                                 | 부산광역시 동구                      | 1972년 6월 26일 지정, 2014년 9월 3일 명칭변경                                         |      |
| 20호 |      | 정운공 순의비 (鄭運公 殉義碑)                               | 부산 사하구 다대동 산144                                     | 사하구                               | 1972년 6월 26일 지정, 2014년 9월 3일 명칭변경                                         | ,    |
| 21호 |      | 동래 남문비 (東萊 南門碑)                                   | 부산광역시 남구 유엔평화로 63 (대연동, 부산광역시시립박물관) | 부산광역시립박물관                   | 1972년 6월 26일 지정, 2014년 9월 3일 명칭변경                                         | ,    |
| 22호 |      | 오륙도 (五六島)                                             | 부산 남구 용호동 산936                                       | 부산광역시 남구                      | 1972년 6월 26일 지정, 2007년 10월 1일 해제, 명승 24호로 승격                          |      |
| 23호 |      | 유엔묘지 (유엔묘지)                                         | 부산 남구 대연동 720                                         | 국제연합관리소                       | 1972년 6월 26일 지정 1993년 5월 22일 해제, 해제사유 미상                              |      |
| 24호 |      | 에덴공원 (에덴공원)                                         | 부산 사하구 하단동                                           | .                                    | 1972년 6월 26일 지정 1978년 11월 3일 해제, 해제사유 미상                              |      |
| 25호 |      | 용두산공원 (용두산공원)                                     | 부산 중구 광복동2가 1-2                                      | 부산광역시중구                       | 1972년 6월 26일 지정 1993년 5월 22일 해제, 해제사유 미상                              |      |
| 26호 |      | 금강공원 (금강공원)                                         | 부산 동래구 온천동 산131                                     | 동래구                               | 1972년 6월 26일 지정 1993년 5월 22일 해제, 해제사유 미상                              |      |
| 27호 |      | 몰운대 (沒雲臺)                                             | 부산 사하구 다대1동 산144번지                                | 사하구                               | 1972년 6월 26일 지정                                                                  |      |
| 28호 |      | 태종대 (太宗臺)                                             | 부산 영도구 동삼동 산29-1                                    | 영도구                               | 1972년 6월 26일 지정, 2005년 11월 1일 해제 명승 17호로 승격                           |      |
| 29호 |      | 신선대 (神仙臺)                                             | 부산 남구 용당동 산170번지                                   | 부산광역시 남구                      | 1972년 6월 26일 지정                                                                  |      |
| 30호 |      | 송도해수욕장 (松島海水浴場)                                 | 부산 서구 암남동 129-32                                      | 부산광역시 서구                      | 1972년 6월 26일 지정 1983년 6월 20일 해제, 해제사유 미상                              |      |
| 31호 |      | 해운대해수욕장 (海雲臺海水浴場)                             | 부산 해운대구 중동                                           | 해운대구                             | 1972년 6월 26일 지정 1993년 5월 22일 해제, 해제사유 미상                              |      |
| 32호 |      | 어린이대공원 (어린이대공원)                                 | 부산 부산진구 초읍동                                         | 부산진구                             | 1972년 6월 26일 지정 1993년 5월 22일 해제, 해제사유 미상                              |      |
| 33호 |      | 이섭교비 (利涉橋碑)                                         | 부산 동래구 낙민동 86-2번지                                  | 동래구                               | 1980년 6월 24일 지정                                                                  |      |
| 34호 |      | 천성진성 (天城鎭城)                                         | 부산 강서구 천성동 1613,1614,1615                            | 강서구                               | 1989년 3월 10일 지정                                                                  |      |
| 35호 |      | 가덕도 척화비 (加德島 斥和碑)                               | 부산 강서구 성북동 56-1                                      | 강서구                               | 1993년 2월 1일 지정, 2014년 9월 3일 명칭변경                                          | ,    |
| 36호 |      | 가덕도 동백군락 (加德島 冬栢郡落)                           | 부산 강서구 대항동 산13-2                                    | 강서구                               | 1993년 2월 1일 지정, 2014년 9월 3일 명칭변경                                          | ,    |
| 37호 |      | 장안사대웅전 (長安寺大雄殿)                                 | 부산 기장군 장안읍 장안리 598외 2필                          | 장안사                               | 1995년 12월 15일 지정, 2012년 8월 1일 해제, 보물 1771호로 승격                        |      |
| 38호 |      | 기장 아이봉수대 (機張 阿爾烽燧臺)                           | 부산 기장군 장안읍 효암리 산51-1번지 외 2필                  | 기장군                               | 1995년 12월 15일 지정                                                                 |      |
| 39호 |      | 기장향교 (機張鄕校)                                         | 부산 기장군 기장읍 교리 59                                   | 부산광역시향교재단                   | 1996년 5월 25일 지정                                                                  |      |
| 40호 |      | 기장읍성 (機張邑成)                                         | 부산 기장군 기장읍 서부리, 동부리, 대라리 일원               | 기장군                               | 1996년 5월 25일 지정                                                                  |      |
| 41호 |      | 기장 척화비 (機張 斥和碑)                                   | 부산 기장군 기장읍 대변리 444-5(용암초등학교)                | 기장군                               | 1996년 5월 25일 지정, 2014년 9월 3일 명칭변경                                         | ,    |
| 42호 |      | 노포동 고분군 (老圃洞 古墳群)                               | 부산 금정구 노포동 142-1                                     | 금정구                               | 1996년 5월 25일 지정, 2014년 9월 3일 명칭변경                                         | ,    |
| 43호 |      | 생곡동 가달고분군 (生谷洞 加達古墳群)                       | 부산 강서구 생곡동 산93 일원                                 | 강서구                               | 1996년 5월 25일 지정, 2014년 9월 3일 명칭변경                                         | ,    |
| 44호 |      | 범방동 패총 (凡方洞 貝塚)                                   | 부산 강서구 범방동 195-1일원                                 | 강서구                               | 1996년 5월 25일 지정, 2014년 9월 3일 명칭변경                                         | ,    |
| 45호 |      | 해운대 석각 (海雲臺 石刻)                                   | 부산 해운대구 우1동(동백섬내)                                | .                                    | 1999년 3월 9일 지정, 2014년 9월 3일 명칭변경                                          | ,    |
| 46호 |      | 해운대 동백섬 (海雲臺 冬栢섬)                               | 부산 해운대구 우동 783-1일원                                 | .                                    | 1999년 3월 9일 지정, 2014년 9월 3일 명칭변경                                          | ,    |
| 47호 |      | 김해 죽도왜성 (金海 竹島倭城)                               | 부산 강서구 죽림동 787번지 일원                              | .                                    | 1999년 3월 9일 지정, 2014년 9월 3일 명칭변경                                          | ,    |
| 48호 |      | 기장 죽성리왜성 (機張 竹城里倭城)                           | 부산 기장군 기장읍 죽성리 601                                | 기장군                               | 1999년 3월 9일 지정, 2014년 9월 3일 명칭변경                                          | ,    |
| 49호 |      | 구 동양척식주식회사 부산지점 (舊 東洋拓植株式會社 釜山支店) | 부산 중구 대청동2가 24-2,8,9,10                              | 부산광역시 중구                      | 2001년 5월 16일 지정, 2014년 9월 3일 명칭변경                                         | ,    |
| 50호 |      | 기장 죽성리 해송 (機張 竹城里 海松)                         | 부산 기장군 기장읍 두호2길 20 (죽성리)                       | 기장군                               | 2001년 5월 16일 지정, 2014년 9월 3일 명칭변경                                         | ,    |
| 51호 |      | 부산지방기상청 (釜山地方氣象廳)                             | 부산 중구 대청동1가 9-305                                    | 기상청                               | 2001년 10월 17일 지정                                                                 |      |
| 52호 |      | 사처석교비 (四處石橋碑)                                     | 부산광역시 남구 유엔평화로 63 (대연동, 부산광역시시립박물관) | 부산광역시립박물관                   | 2001년 10월 17일 지정                                                                 |      |
| 53호 |      | 임시수도 대통령관저 (臨時首都 大統領官邸)                   | 부산 서구 임시수도기념로 45                                  | 부산광역시 서구                      | 2002년 5월 6일 지정, 2014년 9월 3일 명칭변경, 2018년 11월 6일 해제, 사적 546호로 승격 | ,    |
| 54호 |      | 정과정 유적지 (鄭瓜亭 遺蹟址)                               | 부산 수영구 망미동 산6-2번지 일원                            | 수영구                               | 2003년 5월 6일 지정, 2014년 9월 3일 명칭변경                                          | ,    |
| 55호 |      | 부산진일신여학교 (釜山鎭日新女學校)                         | 부산 동구 좌천동 768-1번지                                   | (재)대한예수교장로회경남노회유지재단 | 2003년 5월 2일 지정                                                                   |      |
| 56호 |      | 영도대교 (影島大橋)                                         | 부산 영도구 대교동1가                                        | 부산광역시                           | 2006년 11월 25일 지정                                                                 | ,    |
| 57호 |      | 망산도·유주암 (望山島·維舟巖)                               | 부산 강서구 송정동 산188일원                                 | 강서구청                             | 2008년 4월 2일 지정                                                                   |      |
| 58호 |      | 기장동부리회화나무 (機張 東部里 槐花나무)                   | 부산 기장군 기장읍 동부리 216번지                            | 기장군                               | 2008년 12월 16일 지정                                                                 |      |
| 59호 |      | 기장산성 (機張山城)                                         | 부산 기장군 기장읍 서부리, 대라리, 철마면 안평리 일원        | .                                    | 2012년 5월 17일 지정                                                                  |      |
| 60호 |      | 동래부 동헌 (東萊府 東軒)                                   | 부산 동래구 명륜로112번길 61                                 | 동래구청                             | 2013년 5월 8일 지정                                                                   |      |
| 61호 |      | 동래향교 (東萊鄕校)                                         | 부산 동래구 동래로 103                                       | 동래향교                             | 2013년 5월 8일 지정                                                                   |      |
| 62호 |      | 금정산 금샘 (金井山 金井)                                   | 부산 금정구 범어사로 244 (청룡동, 계명암)                    | .                                    | 2013년 9월 25일 지정                                                                  |      |
| 63호 |      | 금곡동 율리 바위그늘유적 (金谷洞 栗里 巖陰遺蹟)             | 부산 북구 금곡동 산24                                        | .                                    | 2013년 9월 25일 지정                                                                  |      |
| 64호 |      | 충장공 정발 전망비 (忠壯公 鄭撥 戰亡碑)                     | 부산 동구 정공단로 23                                        | 부산광역시 동구                      | 2015년 10월 7일 지정                                                                  |      |